# 水渡口街道
水渡口街道，是中华人民共和国江苏省淮安市清江浦区下辖的一个乡镇级行政单位。

## 行政区划
水渡口街道下辖以下地区：
沈阳路社区、东郊社区、新建社区、洪福社区和果园社区。